# Okres Balatonfüred

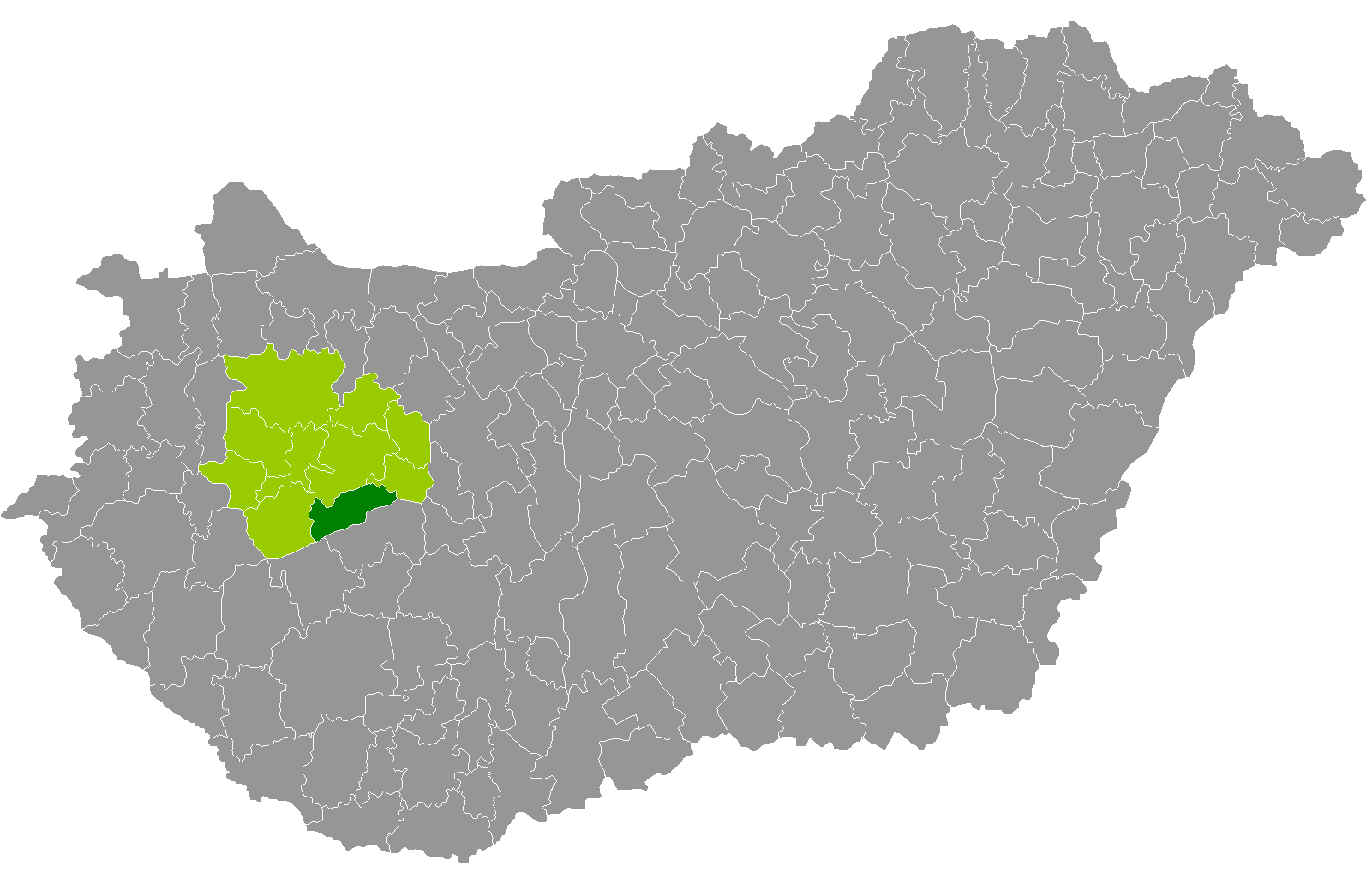
Okres Balatonfüred

Okres Balatonfüred (maďarsky Balatonfüredi járás) se nachází v Maďarsku v župě Veszprém. Jeho správním centrem je město Balatonfüred.

## Sídla
V okrese je jedno město (Balatonfüred) a 21 obcí:
- Alsóörs
- Aszófő
- Balatonakali
- Balatoncsicsó
- Balatonfüred
- Balatonszepezd
- Balatonszőlős
- Balatonudvari
- Csopak
- Dörgicse
- Lovas
- Monoszló
- Óbudavár
- Örvényes
- Paloznak
- Pécsely
- Szentantalfa
- Szentjakabfa
- Tagyon
- Tihany
- Vászoly
- Zánka